# Raumoska
Raumoska (på raumoska. Rauman giäl) är en dialekt av det finska språket som talas i staden Raumo i södra Satakunda. Typiskt för raumoska är vokalapokopé och -synkopé samt diftongöppning, t.ex. "tänäp on pernoi ja affni ruakan"